# Kati (Kreis)

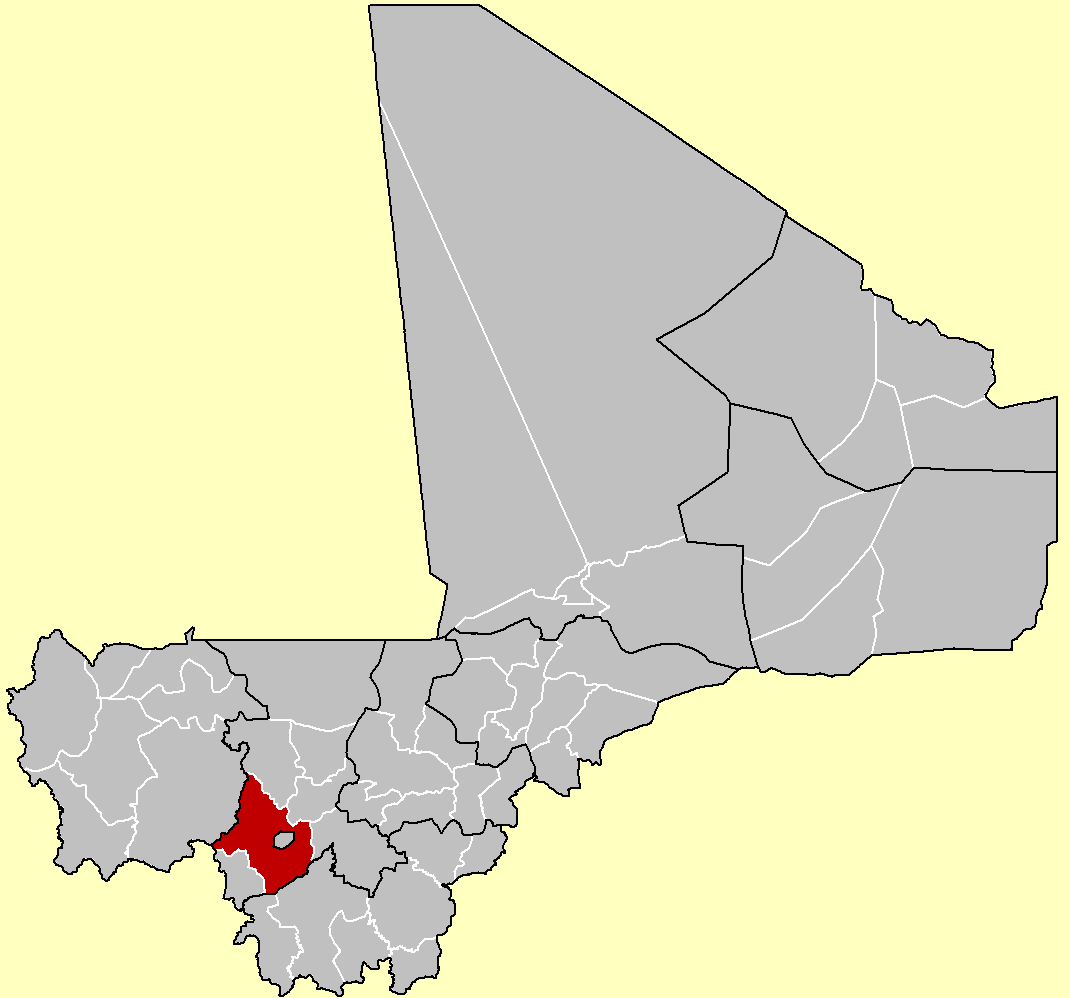
Kreis Kati

Kati ist der Name eines Kreises (franz. cercle de Kati) in der Region Koulikoro in Mali.
Der Kreis teilt sich in 37 Gemeinden, die Einwohnerzahl betrug beim Zensus 2009 948.128 Einwohner.
Gemeinden: Kati (Hauptort), Baguinéda, Bancoumana, Bossofala, Bougoula, Daban, Diagon, Dialakoraba, Dialakorodji, Dio-Gare, Dogodouman, Dombila, Doubabougou, Kalabankoro, Kalifabougou, Kambila, Kourouba, Mandé, Moribabougou, Mountoungoula, N’Gabakoro, N’Gouraba, N’Tjiba, Niagadina, Nioumamakana, Ouélessébougou, Safo, Sanankoro Djitoumou, Sanankoroba, Sangarébougou, Siby, Sobra, Tiakadougou-Faraba, Tiakadougou-Dialakoro, Tiélé, Torodo Diédougou, Yélékébougou.